# Corneille Jean François Heymans
Corneille Jean François Heymans, né le 28 mars 1892 à Gand, Belgique et mort le 18 juillet 1968 à Knokke, Belgique, est un toxicologue et pharmacologue belge. Il est lauréat du prix Nobel de physiologie ou médecine de 1938.

## Biographie
Son père, Jean-François Heymans, est professeur de pharmacologie et recteur de l'université de Gand. Il a fondé l'Institut de pharmacologie et thérapie J. F. Heymans à la même université. C'est à cet endroit que Corneille travaille en collaboration avec son père.
Heymans amasse une foule de connaissances nouvelles dans les domaines de la toxicologie et de la pharmacologie, en pleine élucidation à cette époque, au carrefour de la chimie et de la physiologie : les barorécepteurs (cellules sensibles à la pression artérielles), les chimiorécepteurs (cellules spécialisées dans la réception de certaines substances chimiques messagers, l'hypertension d'origine nerveuse, des substances antagonistes de la nicotine, des drogues curarisantes (c’est-à-dire à effet paralysant à l'instar du curare), et bien d'autres.
Heymans élucide les mécanismes du fonctionnement des sinus carotidiens, découverts en 1923 par H. Ewald Hering. Il s'agit du renflement que présente la carotide interne immédiatement après la bifurcation de la carotide primitive. C'est là que se trouvent les terminaisons sensibles non seulement à la pression sanguine (les barorécepteurs), mais aussi - et c'est là justement l'apport d'Heymans - à la composition du sang, notamment à sa teneur en anhydride carbonique et d'autres substances. Ce sont les sinus carotidiens qui recueillent les informations permettant la régulation du pouls en fonction de la teneur du sang en CO2. En 1938, il est lauréat du prix Nobel de physiologie ou médecine « pour la découverte du rôle joué par le sinus et les mécanismes aortiques dans la régulation de la respiration ».

## Hommage
En 1970, l'union astronomique internationale a donné le nom de Heymans à un cratère lunaire.